# Régiment de Saxe hussards
Pour les articles homonymes, voir Conflans et régiment de Saxe.
Ne pas confondre ce régiment avec le régiment Colonel-Général hussards, renommé 5e régiment de hussards en 1791, puis 4e régiment de hussards en 1793.
Le régiment de Saxe hussards est un régiment de cavalerie français créé en 1776, dissous en 1792. Il se distingue lors de la guerre de la Première Coalition. Resté fidèle au roi, il rejoint avec armes et bagages l'armée des princes suivant les conseils du général Dumouriez.

## Création et différentes dénominations
- 25 avril 1776 : création du régiment de Conflans hussards à partir des 3 escadrons de hussards de la Légion de Conflans, renforcés le même jour par le 3e escadron du régiment Royal-Nassau hussards
- 27 mai 1788 : augmenté d’un 5e escadron constitué d’hommes des régiments de cavalerie supprimés de Quercy, Septimanie, La Marche, Franche-Comté, Évêchés et Nassau
- 1er mars 1789 : renommé régiment de Saxe hussards
- 1er janvier 1791 : renommé 4e régiment de hussards
- 4 mai 1792 : émigration de la quasi-totalité du régiment à la suite de ses officiers, à l’exception de son 4e escadron.
- 28 mai 1792 : réformé, son 4e escadron et 88 hommes revenus de l’émigration étant incorporés dans la Légion de Kellermann

### Troupes passées à l’ennemi
- mai-septembre 1792 : les hussards de Saxe sont affectés à l’armée des princes
- novembre 1792 : après le licenciement de l'Armée des Princes, les hussards de Saxe passent au service de l’Autriche.
- 25 avril 1798 : les hussards de Saxe participent avec les hussards de Bercheny à la formation du 13e régiment de dragons légers autrichiens.
- 1802 : le 13e régiment de dragons légers est transformé en 6e régiment de chevau-légers, général Prinz von Rosenberg-Orsini.

## Équipement

### Habillement
Uniformes du régiment de Conflans hussards
L'uniforme du régiment sera dans un premier temps celui des escadrons de hussards de la Légion de Conflans :
« Les hussards ont l’habit à la hongroise. Pelisse, veste, culotte, revers, collets et parements verts, cordonnet jaune pour agrément; le schako de feutre noir doublé de vert, bordé d’un galon de laine de même couleur. La sabretache rouge bordée d’un galon vert, avec le chiffre du roi en drap vert, entouré d’un cordonnet jaune. L’équipage du cheval en peau de mouton liserée d’étoffe de laine croisée de couleur verte festonnée. (Ordonnance du 21 décembre 1762.)
1776. — Même tenue, boutons jaunes et cordonnet.
1779. — Pelisse, veste, culotte de drap vert, parements et retroussis de drap rouge garance. Schako de feutre noir doublé de vert et bordé d’un galon de laine. Boutons jaunes ainsi que les cordonnets et ganses. (Règlement du 21 février.)
1786. — Pelisse et dolman de drap vert, parements, retroussis de drap rouge garance; culotte de même drap, bordés de ganses jaunes. Schako de feutre noir doublé d'étoffe de laine verte, et garni d’un cordon blanc, sabretache en drap écarlate, chiffre du Roi formé d’une ganse verte sur un fond jaune et bordé d’un galon de même couleur. Porte-manteau de tricot vert, bordé d’un galon à la livrée de Conflans. Schabraque de peau de mouton, bordée d’étoffe de laine festonnée. Boutons jaunes. (règlement du 1er octobre 1786.) »
|  |  |  |

## Historique

### Mestres de camp et colonels
Colonels propriétaires
- 25 mars 1776 : Louis Gabriel d’Armentières, marquis de Conflans
- 1er mars 1789 : Xavier Auguste de Saxe, comte de Lusace

Mestres de camp et colonels
- 25 mars 1776 : Louis Gabriel d’Armentières, marquis de Conflans
- 10 mars 1788 : colonel Antoine Jean Henri de Carové (*)
- 25 juillet 1791 : François Drouot dit Lamarche
- 15 septembre 1791 : Frédéric Henri Gotteheim

### Campagnes et batailles
Le 1er mars 1789, le régiment de Conflans-hussards est officiellement renommé régiment de Saxe, mais l'unité gardera encore un bon moment le titre de « Conflans-Saxe »,
4e régiment de hussards
- 1792 : garnison à l'abbaye de Bouzonville
- 1792 : affecté à l’armée du Nord, commandée par Dumouriez
- mai 1792 : reste fidèle au Roi, suit Dumouriez et rejoint l'armée des émigrés

Hussards de Saxe
Les Hussards de Saxe émigrent à plus de 400 en mai 1792 et avant de passer sous l'étendard Autrichien, ont à combattre leur propre dépôt resté en France et devenu le 7e hussards. En 1793, les Hussards de Saxe sont présents à la bataille de Neerwinden, à Namur, Condé, Valenciennes.

## Mémoire et traditions

### Devise
"Saxe-Conflans, bannière au vent"

### Personnalités ayant servi au régiment

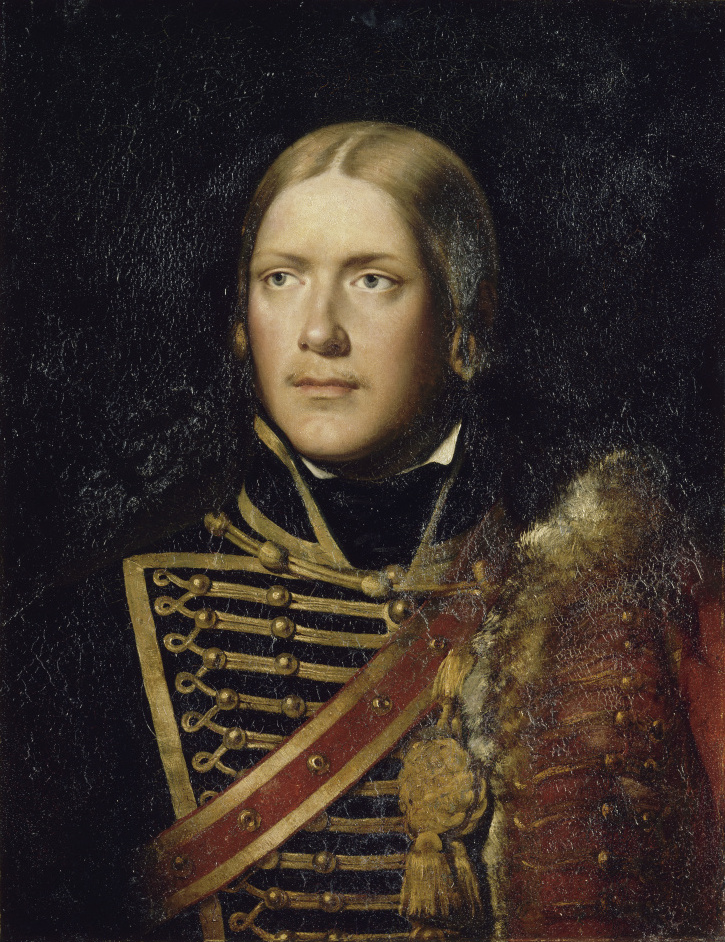
Michel Ney, sous-lieutenant au 4e hussards en 1792, Adolphe Brune (Paris, 1802 ; Paris, 1880), 1834.

- Michel Ney, sous-lieutenant du 4e régiment de hussards en 1792 ; (1769-1815) prince de la Moskova